# Leslie Graham
Robert Leslie (Les) Graham (Wallasey, 14 de septiembre de 1911-Isla de Man, 12 de junio de 1953) fue un piloto de motociclismo británico que , fue el primer campeón del Mundo de la historia de la categoría 500cc en 1949.

## Biografía
Les Graham comenzó a correr en Liverpool. En 1936 logró comprar un OHC casi nueva de 250 cc OK-Supreme de segunda mano, porque se le había desprendido una válvula. Lo reconstruyó, y lo inscribió en el Gran Premio del Úlster de 1936. En 1937, corrió en la North West 200 de Irlanda del Norte, y llegó a liderar la carrera de la cilindrada pequeña durante un tiempo hasta que salió. Se volvió a montar, se unió a la carrera y acabó tercero. Después de esta llegó su primera victoria en Donington Park y cuarto en el Gran Premio del Úlster de ese año.
Después de estos resultados, se unió a John Humphries (hijo del fundador de OK-Supreme) y fichó por sea firma, lo que le dio la posibilidad de tener piezas de la OHC. Graham, Andy McKay, y John Humphries pronto fueron conocidos en los Midlands como el trío de la OK-JAP. Pudo competir en las TT Isla de Man de 1938 donde acabó decimosegundo en Lightweight y en 1939 pilotaba en cuarta posición pero tuvo que abandonar en la segunda vuelta por problemas mecánicos.
En la Segunda Guerra Mundial Graham sirvió como piloto de la RAF, asignado en el escuadrón 166 desde 1940. Consiguió el rango de teniente y fue distinguido con la Cruz de Vuelo Distinguido en diciembre de 1944 for bravery. Afterwards, he flew with Transport Command, until he was demobilised in 1946.
Después de la guerra, volvió a las pistas a finales de los 40 como miembro de la escudería AJS. Corrió como piloto privado en la carrera de Cadwell Park con una Norton 350 y ganó. En 1947, con una AJS Porcupine, llegó a la novena posición en la carrera Senior de la TT En TT de 1948 fue séptimo en la categoría de Junior.
Les fue el primer campeón mundial de la historia de la categoría de 500cc en 1949, con una AJS Porcupine. Ese año consiguió dos victorias (Gran Premio de Suiza y el Gran Premio del Úlster desmés de un segundo puesto en el Gran Premio de los Países Bajos.
En 1950, Graham acabó tercero en la general por detrás de Umberto Masetti (Gilera) y la estrella emergente Geoff Duke (Norton). También compitió en la Seis Días Internacionales de Enduro celebrados en Gales con una AJS 350. En el Mundial de 1951, el Conde Domenico Agusta le ofreció pilotar una MV Agusta. Frustrado por el bajo rendimiento de la AJS, aceptó la propuesta del equipo italiano para desarrollar sus máquinas de 500 cc de cuatro cilindros. Graham no tuvo mucha suerte tampoco con MV en 500 cc. Aunque las MVs eran potentes, el manejo no era armonioso. Como Agusta no competía en la categoría de 350 cc, Graham pilotó una Velocette MkVIII KTT 350, terminando sexto en la general y ganando el Gran Premio de Suiza .
En 1952, Graham volvió a correr con MV Agusta en la categortía reina y consiguió ser subcampeón del mundo por detrás del italiano Umberto Masetti y cons dos victorias parciales. También meritorio el tercer puesto de la categoría de 250cc por detrás Enrico Lorenzetti y Fergus Anderson.
En 1953, Graham se estrenaba en el TT Isla de Man. Conseugiría su primera victoria en esta carrera en la categoría de Lightweight 125 cc para MV. Pero el viernes en la carrera Senior, perdió el control de su moto a una gran velocidad y murió instantáneamente. Carlo Bandirola y el resto del equipo de carreras MV se retiraron del Campeonato ese año como señal de respeto.. El Graham Memorial se construyó en la Snaefell en 1955.

## Resultados en el Campeonato del Mundo
Sistema de puntuación en 1949:
| Posición | 1.º | 2.º | 3.º | 4.º | 5.º | Vuelta rápida |
| Puntos   | 10  | 8   | 7   | 6   | 5   | 1             |

Sistema de puntuación desde 1950 hasta 1968:
| Posición | 1.º | 2.º | 3.º | 4.º | 5.º | 6.º |
| Puntos   | 8   | 6   | 4   | 3   | 2   | 1   |

(Carreras en negrita indica pole position; Carreras en cursiva indica vuelta rápida)
| Año  | Clase | Equipo    | 1           | 2       | 3       | 4       | 5       | 6       | 7     | 8       | 9     | Pts | Pos  |
| ---- | ----- | --------- | ----------- | ------- | ------- | ------- | ------- | ------- | ----- | ------- | ----- | --- | ---- |
| 1949 | 350cc | AJS       | IOM Ret     | SUI 2   | NED Ret | BEL -   | ULS -   |         |       |         |       | 8   | 7.º  |
| 1949 | 500cc | AJS       | IOM 10      | SUI 1   | NED 2   | BEL Ret | ULS 1   | NAT Ret |       |         |       | 30  | 1.º  |
| 1950 | 350cc | AJS       | IOM 4       | BEL -   | NED -   | SUI 1   | ULS -   | NAT 2   |       |         |       | 17  | 3.º  |
| 1950 | 500cc | AJS       | IOM 4       | BEL Ret | NED Ret | SUI 1   | ULS 2   | NAT 7   |       |         |       | 17  | 3.º  |
| 1951 | 125cc | MV Agusta | ESP -       |         | IOM Ret |         | NED 3   |         |       | NAT -   |       | 4   | 8.º  |
| 1951 | 350cc | Velocette | ESP 2       | SUI 1   | IOM 10  | BEL 10  | NED -   | FRA Ret | ULS - | NAT 7   |       | 14  | 6.º  |
| 1951 | 500cc | MV Agusta | ESP Ret     | SUI Ret | IOM Ret | BEL Ret | NED -   | FRA -   | ULS - | NAT Ret |       | 0   | -    |
| 1952 | 125cc | MV Agusta |             | IOM -   | NED Ret | GER Ret | ULS -   | NAT 3   | ESP 2 |         |       | 10  | 4.º  |
| 1952 | 250cc | Velocette | SUI 3       | IOM 4   | NED Ret |         | GER Ret | ULS 3   | NAT - |         |       | 11  | 3.º  |
| 1952 | 350cc | Velocette | SUI -       | IOM Ret | NED 7   | BEL 6   | GER Ret | ULS -   | NAT - | ESP -   |       | 1   | 15.º |
| 1952 | 500cc | MV Agusta | SUI Ret     | IOM 2   | NED 7   | BEL Ret | GER 4   | ULS Ret | NAT 1 | ESP 1   |       | 25  | 2.º  |
| 1953 | 125cc | MV Agusta | IOM 1       | NED -   |         | GER -   |         | ULS -   |       | NAT -   | ESP - | 8   | 5.º  |
| 1953 | 350cc | MV Agusta | IOM Ret     | NED -   | BEL -   |         | GER -   | ULS -   | SUI - | NAT -   | ESP - | 0   | -    |
| 1953 | 500cc | MV Agusta | IOM Ret (†) | NED -   | BEL -   | GER -   | FRA -   | ULS -   | SUI - | NAT -   | ESP - | 0   | -    |